# Sebottendorf (Adelsgeschlecht)

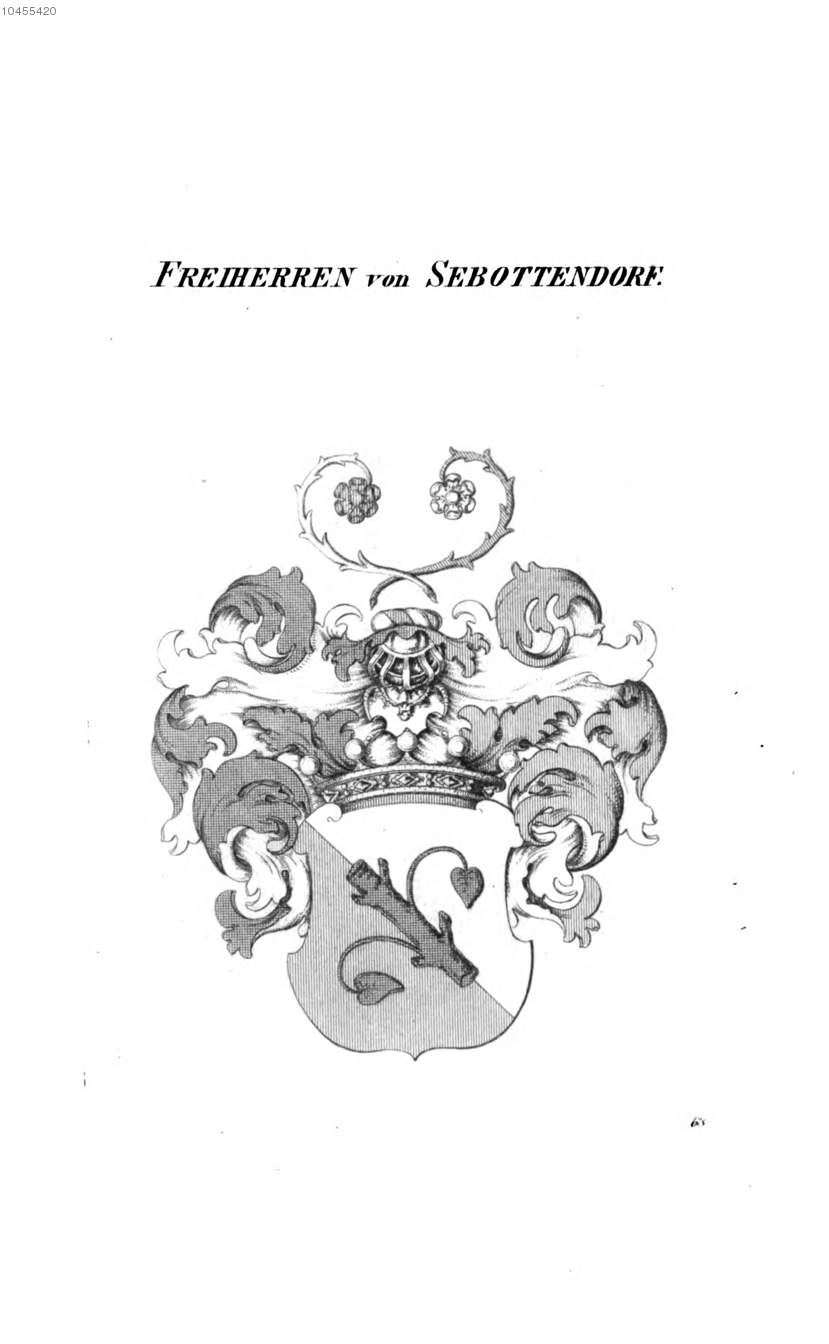
Wappen Sebottendorf

Sebottendorf ist der Name eines zumindest bis ins 19. Jahrhundert blühenden deutschen und österreichischen Adelsgeschlechts, das aus Kurland stammte und sich in Böhmen, der Mark Meißen und Schlesien ausbreitete.

## Geschichte
Die Freiherren Sebottendorf stammen nach dem Gothaischen genealogischen Taschenbuch aus Kurland. Sie führten damals den Namen Sibotte oder Sebotta und sollen mehrere Seedörfer besessen hat. Ein Vorfahre der Familie soll bereits 980 als Gesandter an den Kaiser geschickt worden sein und erhielt von diesem nebst der Würde als Reichsritter den alten Familiennamen, abgeleitet von Botschafter, und als Wappen die Seekannenwurzel.
Mit dem ersten schlesischen Regenten Ladislaus soll das Geschlecht aus Kurland nach Schlesien gekommen sein. Dort soll es die Dörfer Seitendorf im Herzogtum Schweidnitz bzw. Herzogtum Münsterberg sowie Seibottendorf im Hirschbergischen bzw. Jauerischen erbaut haben. Das Dorf Seitendorf (Sebottendorf) im Schweidnitzischen kam 1203 an die regierenden Fürsten und wurde vom Herzog Heinrich dem Bärtigen dem Stift Leibusch in übergeben, wie der Brief dieses Herzogs besagt. Aus dieser Urkunde und anderen Dokumenten folgert man, dass die Benennung Sebottendorf von dem Gründer Sibotto (dessen Name in alten Briefen oft vorkommt) hergeleitet wurde (Sibottensdorf, vulgo das Dorf des Sibotto). Daraus ist auch der heutige Geschlechtsname entstanden. Im Jahre 1371 unterschrieb ein Vorfahre der Familie unter Kaiser Karl IV. die Goldene Bulle als Zeuge. Im 15. Jahrhundert hatte die Familie viele Besitzungen im Reich und in Schlesien, auch wurden ihre Mitglieder häufig bei Gesandtschaften verwendet. Im Königreich Böhmen lebte ebenfalls ein Zweig des Geschlechts. Aus den böhmischen Landtafeln und anderen schriftlichen Quellen geht hervor, dass derselbe ansehnliche Hof und Landchargen in jenem Lande bekleidete und die Herrschaften Peterswald, Schönwald, Nimmersdorf (Nollendorf?) sowie Böhmisch Laniß an den Grenzen zur Mark Meißen bzw. zu Kursachsen bis ungefähr 1624 besaß. Nach der Schlacht am Weißen Berg musste das Geschlecht Böhmen verlassen.
Damian von Sebottendorf (* 1519 zu Kummern; † 1585) war der Geheimsekretär des sächsischen Kurfürsten Moritz und über 40 Jahre dessen wie des Kurfürsten August Geheimrat. Auch war er unter den Kaisern Ferdinand I., Maximilian II. und Rudolf II. Reichspfennigmeister und hatte das Recht nach seinem Wappen Münzen zu prägen. Sein Bruder Adam von Sebottendorff befand sich 1570 als Gesandter auf dem bayerischen Reichstag, einige Nachkommen dieses Legaten besaßen die gräfliche Würde. So erscheint ein Graf Sebottendorff bei der verwitweten Kaiserin Eleonora Magdalena Theresia als Edelknabe und später als Rittmeister in dem taasseschen Regiment; ein Anderer studierte im Jahr 1691 im Collegium Ferdinandeum in Olmütz. Wann dieser gräfliche Zweig erloschen ist, nicht mehr bekannt. Abraham Sebottendorff war bei den Kurfürsten zu Sachsen Johann Georg I. und II. Hof- und Justiz-Rat. Er unterschrieb als kurfürstlicher Gesandter 1635 den Prager Frieden, wodurch der Kaiser Schlesien erhielt. Bei dieser Gelegenheit wurde Abraham vom Kaiser Ferdinand II. in den reichs- und erbländisch-österreichischen Freiherrenstand erhoben.

## Linien
Das Geschlecht teilte sich in vier Hauptlinien: in eine meißensche, kunerische, lorzendorfische und rosensche. Über die beiden ersteren Linien fehlen zurzeit sämtliche Nachrichten. Die lorzendorfische Hauptlinie stiftete Nicolaus, vermählt mit Anna geborene von Sitsch und Stubenberg, welcher zuerst Lorzendorf erwarb. Dessen Nachkommenschaft blühte in Schlesien fort. Der Gründer der Linie van der Rose war Friedrich. Dieser heiratete Anna Nicolai geborene von Frankenberg auf Boslau und Rosen und kaufte von seinem Schwiegervater das Gut Rosen, welches das Stammhaus seiner Nachkommenschaft wurde.

## Angehörige
- Carl Abraham von Sebottendorff (1710–1771), preußischer Landrat
- Damian von Sebottendorf (* 1519 zu Kummern; † 1585)
- Ludwig Heinrich von Sebottendorff (1677–1702), sachsen-gothaischer Hofmarschall und Festungskommandant
- Karl Philipp Sebottendorf van der Rose (1740–1818), k.k. Feldmarschall-Lieutenant
- Franz Ludwig Sebottendorf van der Rose (1741–1822), k.k. Feldmarschall-Lieutenant
- Ignatz Anton Sebottendorf van der Rose (1749–1821), k.k. Generalmajor